# Rharodesmus cherifiensis
Rharodesmus cherifiensis är en mångfotingart som beskrevs av Christoph D. Schubart 1960. Rharodesmus cherifiensis ingår i släktet Rharodesmus och familjen fingerdubbelfotingar. Inga underarter finns listade i Catalogue of Life.